# Liste der Kulturdenkmäler in Dörscheid
In der Liste der Kulturdenkmäler in Dörscheid sind alle Kulturdenkmäler der rheinland-pfälzischen Ortsgemeinde Dörscheid aufgeführt. Grundlage ist die Denkmalliste des Landes Rheinland-Pfalz (Stand: 8. Dezember 2023).

## Einzeldenkmäler
| Bezeichnung              | Lage                                                                          | Baujahr                           | Beschreibung | Bild                           |
| ------------------------ | ----------------------------------------------------------------------------- | --------------------------------- | --- | ------------------------------ |
| Evangelische Pfarrkirche | Oberstraße 2 Lage                                                             | erste Hälfte des 14. Jahrhunderts | zweiachsiger Saalbau, erste Hälfte des 14. Jahrhunderts, Rundbogenfenster von 1668, oberer Teil des Turms aus dem 19. Jahrhundert                                                                | weitere Bilder Fotos hochladen |
| Hofanlage                | Oberstraße 34/36 Lage                                                         | 17. oder 18. Jahrhundert          | Streckhof, verputzt und verschiefert; Krüppelwalmdachbau, Fachwerk wohl aus dem 17. oder 18. Jahrhundert, risalitartiger Eingangsvorbau aus der ersten Hälfte des 20. Jahrhunderts, Stallscheune | BW                             |
| Wohnhaus                 | Unterstraße 10 Lage                                                           | 18. Jahrhundert                   | Fachwerkhaus, teilweise massiv, verputzt und verschiefert, 18. Jahrhundert; Fachwerkscheune, teilweise massiv, 18. Jahrhundert                                                                   | BW                             |
| Wohnhaus                 | Unterstraße 18 Lage                                                           | 18. Jahrhundert                   | verputztes Fachwerkhaus, wohl aus dem 18. Jahrhundert | BW                             |
| Wohnhaus                 | Unterstraße 35 Lage                                                           | 17. oder 18. Jahrhundert          | Fachwerkhaus, teilweise massiv, verputzt, wohl aus dem 17. oder 18. Jahrhundert | BW                             |
| Urbachsmühle             | nordwestlich des Ortes am Urbach Lage                                         | 17. oder 18. Jahrhundert          | Fachwerkhaus, teilweise massiv, 17. oder 18. Jahrhundert | Fotos hochladen                |
| Burg Herzogenstein       | nordwestlich des Ortes auf einer steil zum Rhein hin abfallende Felsnase Lage | 1359/60                           | auch Rineck; Fragmente eines nahezu quadratischen Baus und eines Turms der eventuell 1359/60 errichteten, wohl bereits 1361 zerstörten Burg                                                      | Fotos hochladen                |
| Schiefergrube Kreuzberg  | östlich von Weisel Lage                                                       | um 1900                           | Haupthaus, um 1900, eingeschossige Nebengebäude; bauliche Gesamtanlage; letzte erhaltene Anlage dieser Art                                                                                       | weitere Bilder Fotos hochladen |